# Сабухі Гусейнов
Сабухі Гусейнов (Səbuhi Hüseynov; 18 липня 2000) — азербайджанський гравець у бадмінтон. Він виступав за збірну Азербайджану з 2012 року. Він посів перше місце серед юнацької команди Азербайджану, щорічно заробляючи золоту медаль на юнацькому республіканському чемпіонаті Азербайджану з 2012 по 2018 рік, а також бронзову медаль на V Міжнародних дитячих спортивних іграх Конья Румі. Він виграв золоті медалі в особистих, подвійних та змішаних-подвійних змаганнях на Бакинському міському чемпіонаті з бадмінтону 2016 року. На турнірі республіканського чемпіонату Азербайджану він завоював бронзові медалі в 2015 і 2016 роках, срібні в 2017 році та золоті в 2018 і 2019 роках. Станом на 24 січня 2021, він займає 1191 місце в одиночному розряді чоловіків, 302 — у парному розряді чоловіків та 737 — у змішаному парному розряді з чотирма перемогами у кар'єрі та 30 поразками від Всесвітньої федерації бадмінтону.